# Eenigenburch
Het kasteel Eenigenburch zou hebben gestaan in de Nederlandse buurtschap Eenigenburg, provincie Noord-Holland. Over het kasteel is zeer weinig bekend en er is twijfel of het kasteel daadwerkelijk heeft bestaan. De Eenigenburch wordt soms beschouwd als slechts een andere naam voor het nabijgelegen kasteel Nuwendoorn. In de jaren 50 van de 20e eeuw zijn in de terp Wierde te Eenigenburg echter vondsten gedaan die wel degelijk kunnen duiden op een kasteel. 

## Geschiedenis
In 1282 liet de Hollandse graaf Floris V een aantal dwangburchten bouwen in zijn strijd om West-Friesland. Volgens de 14e-eeuwse auteur Johannes de Beke ging het om vier burchten, waaronder de Eenigenburch. Ook een anonieme auteur noemt dit kasteel bij naam, net als de 15e-eeuwse auteur Johannes à Leidi, die overigens vijf burchten opsomde. Alleen Melis Stoke - die als klerk van Floris V werkzaam was - noemt de Eenigenburch niet, maar hij vermeldt wel Nuwendoorn.

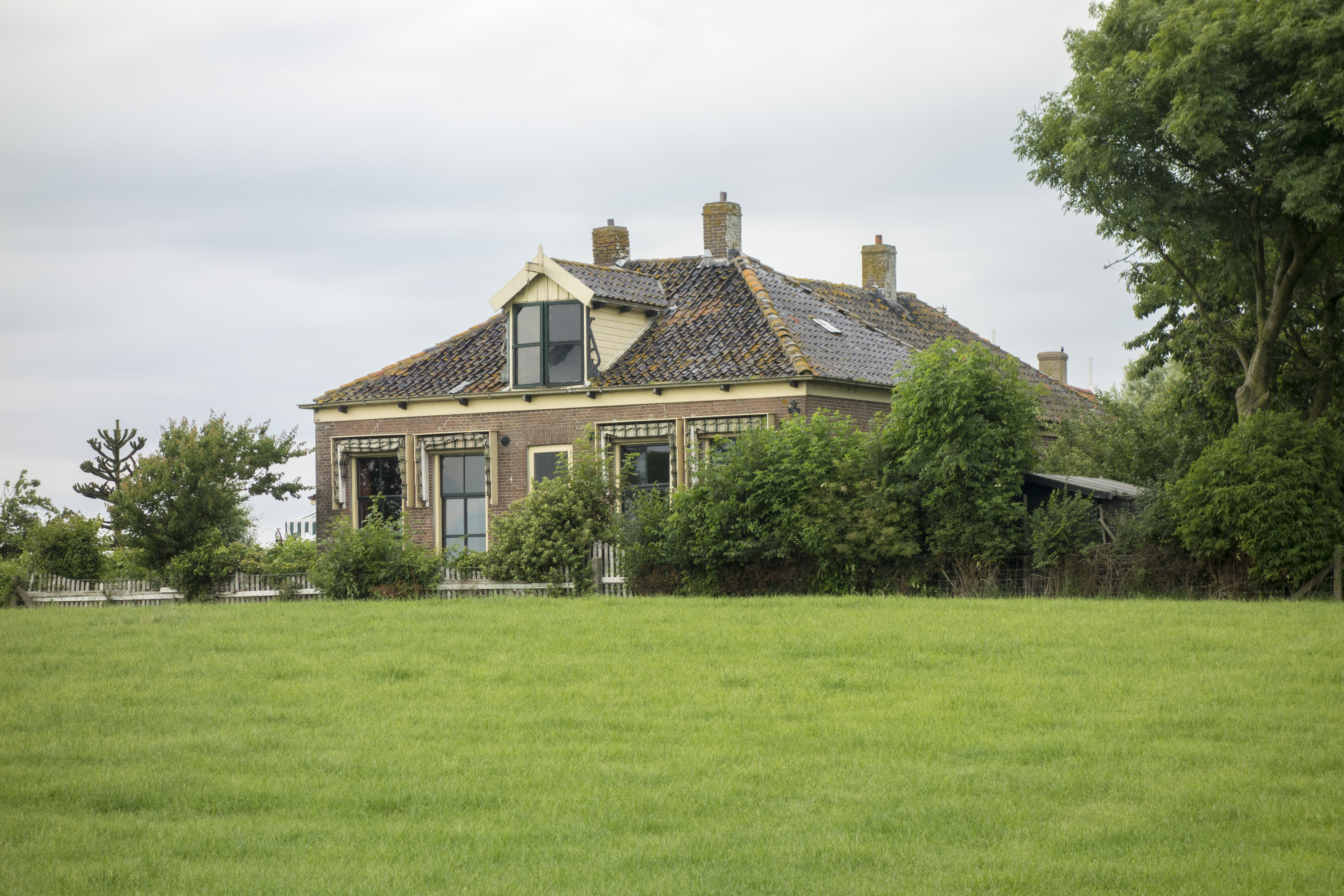
Het voormalige schoolgebouw op de terp Wierde

In 1296 werd Floris V vermoord, waarna een opstand uitbrak. Hierbij werd volgens De Beke de Eenigenburch verwoest, terwijl Melis Stoke de verwoesting van kasteel Nuwendoorn noemt. Na de verwoesting werd Nuwendoorn overigens herbouwd en is van Eeenigenburch niets meer vernomen.

## Archeologische vondsten
In 1957/1958 zijn bij graafwerk in de terp Wierde te Eenigenburg stenen funderingen gevonden van waarschijnlijk een ronde toren. Het graafwerk vond plaats in de tuin, nabij een woonhuis en schoolgebouw. De kastelendeskundige Jaap Renaud heeft deze vondst in 1958 in een artikel vermeld als zijnde de resten van het kasteel Eenigenburch dat in 1296, na de dood van Floris V, was verwoest. Van de vondst in de terp zijn overigens geen details bekend en er heeft geen vervolgonderzoek plaatsgevonden.
Wel zijn in 1978 bij graafwerk in de terp nog drie houten palen gevonden onder een laag met 13-eeuws geglazuurd aardewerk, maar muurwerk is niet aangetroffen. Over de precieze locatie van het graafwerk is niets bekend.
Een archeologisch onderzoek in 2003 toonde aan dat de terp in de 12e eeuw was ontstaan en na de 16e eeuw nog twee maal is opgehoogd. Aanwijzingen voor een kasteel zijn niet gevonden.
Het plan om in 2005 een nieuw archeologisch onderzoek op de terp uit te voeren, is op het laatste moment niet doorgegaan.

## Twijfels over het bestaan van Eenigenburch
Over het bestaan van kasteel Eenigenburch bestaan twijfels. De historische bronnen lijken de namen door elkaar heen te gebruiken om in feite één en hetzelfde bouwwerk mee aan te duiden, namelijk kasteel Nuwendoorn. Het ontbreken van enige vermelding van de Eenigenburch bij Melis Stoke was voor de 20e-eeuwse historicus Pieter Noordeloos voldoende om in 1959 in een publicatie te twijfelen aan het bestaan van het kasteel: hij hield de mogelijkheid open dat Eenigenburch identiek was aan Nuwendoorn, tenzij archeologisch onderzoek het tegendeel zou uitwijzen. Noordeloos heeft overigens de eerdere publicatie van Renaud over de vondst van fundamenten te Eenigenburg kennelijk gemist, want hij vermeldde deze niet in zijn artikel.
Een verklaring voor een mogelijke naamsverwarring kan te maken hebben met de geografische ligging: er ligt slechts 1300 meter tussen kasteel Nuwendoorn en de buurtschap Eenigenburg. Mogelijk zouden beide namen onverhoopt door elkaar zijn gebruikt om hetzelfde kasteel te duiden, namelijk Nuwendoorn.
De aangetroffen fundamenten in de terp van Eenigenburg zijn door sommige deskundigen beschouwd als de resten van een kerk of kapel.

## Beschrijving
De in 1957/1958 gevonden fundamenten zouden volgens Renaud kunnen wijzen op een ronde woontoren of een hoektoren van een groter gebouw. Op basis van de naam Eenigenburch kan het kasteel al hebben bestaan voordat Floris V met de bouw van de dwangburchten in West-Friesland begon.
Er bestaat in de Atlas Schoemaker een tekening van het kasteel, maar deze dateert uit de 18e eeuw. De tekening kan als fantasie worden beschouwd.
De terp is een rijksmonument.
Adrichem · Aelbrechtsberg · Akersloot · Amstel · Amsterdam · Assendelft · Assumburg · Banjaert · Beeckestijn · Berkenrode · Boekel · Bollenhofstede · Ten Bosch · Brederode · Caprera · Ter Coulster · Cranenbroek · Dampegeest · Eenigenburch · Egmond · Heemstede · Hilversum · Ilpenstein · Jan Aernts woninge van Bennebroek · Keggenrode · Ter Kleef · Kostverloren · Kronenburg · Marquette · Merestein · Middelburg · Muiderslot · Nederhorst · Nieuwburg · Nuwendoorn · Oud Haerlem · De Park · Poelenburg · Purmersteijn · Radboud · Huis te Ramp · Reewijk/Rietwijk · Rolland · Ruysdael · Schagen · Huis te Schoten · Sparenwoude · Te Spijk · Swanenburch · Sypesteyn · Tetrode · Teylingerbosch · Torenburg · Velsen · De Vlotter · Vogelenzang · Ter Wijc · Wijdenes · Ypestein · Te Zaanen